# Námestie Slovenského národného povstania

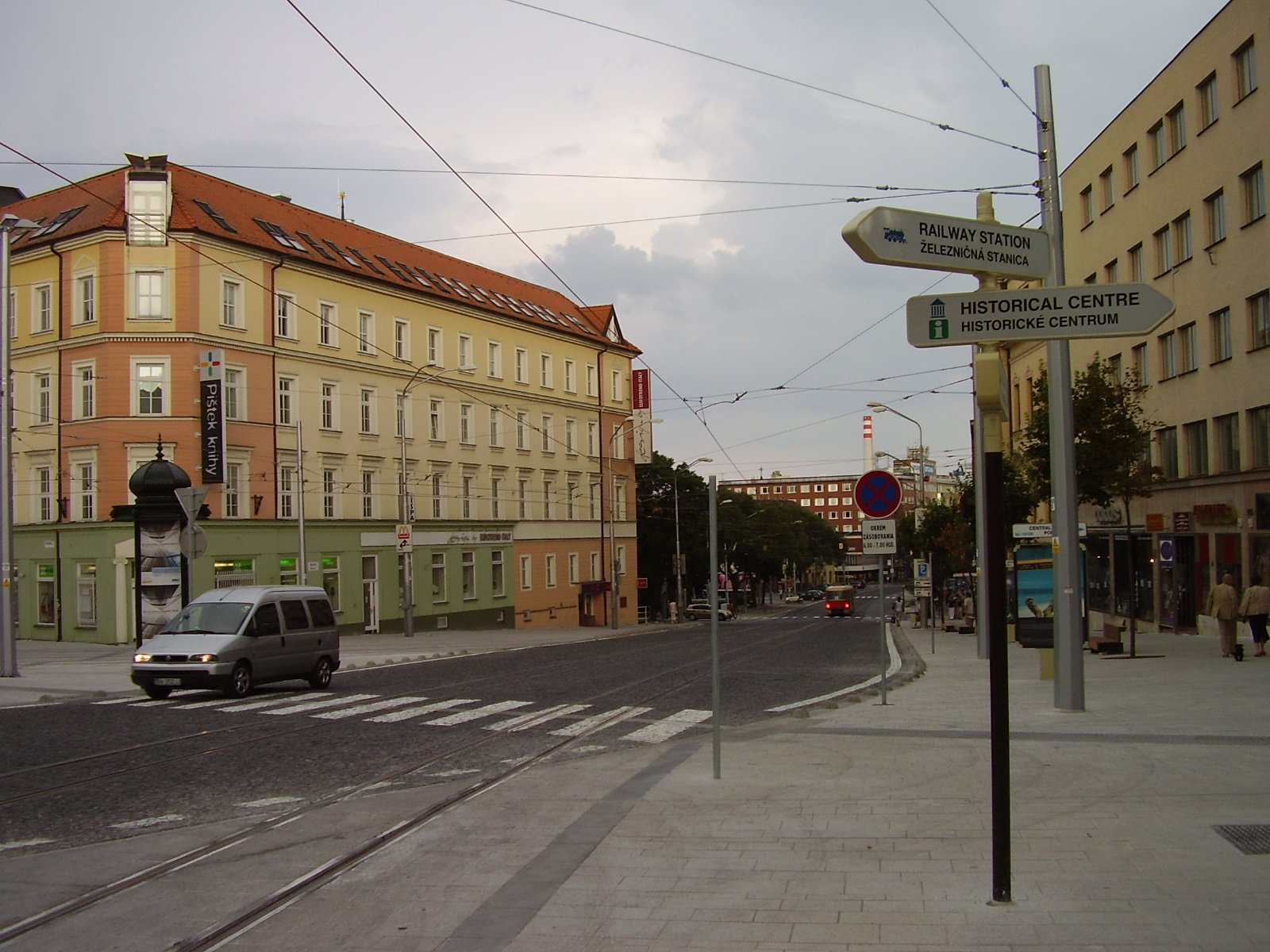
Plac po przebudowie

Námestie Slovenského národného povstania, dawniej niem. Marktplatz, węg. Vásár tér – jeden z najbardziej znanych placów w Bratysławie. Położony na Starym Mieście, między Hurbanovo námestie i Kamenné námestie. W pobliżu placu przy Hurbanovo námestie jest podłączony do ulicy Obchodná i Michalská.
Ma charakter deptaka, prowadzi tędy ruch tramwajowy, a ruch samochodowy jest ograniczony.
W 2006 roku plac został przebudowany (pod placem odkryto kaplicę św. Jakuba), szyny tramwajowe wymieniono, a nawierzchnię asfaltową zastąpiono płytami. 
Na Placu znajduje się Manderlák - pierwszy wieżowiec w Bratysławie. 